# Gradina (Croazia)
 Gradina  è un comune della Croazia di 4 485 abitanti della regione di Virovitica e della Podravina.